# Look at the Fool
Look at the Fool es el noveno y último álbum de estudio del cantautor estadounidense Tim Buckley, lanzado el 13 de septiembre de 1974 por DiscReet Records.

## Lista de canciones
Todas las canciones escritas y compuestas por Tim Buckley, excepto donde esta anotado.
Lado uno
1. «Look at the Fool» – 5:10
2. «Bring It on Up» – 3:26
3. «Helpless» – 3:18
4. «Freeway Blues» (Buckley, Larry Beckett) – 3:10
5. «Tijuana Moon» (Buckley, Beckett) – 2:38

Lado dos
1. «Ain't It Peculiar» – 3:34
2. «Who Could Deny You» – 4:20
3. «Mexicali Voodoo» – 2:23
4. «Down in the Street» – 3:20
5. «Wanda Lou» – 2:37

## Créditos y personal
Créditos adaptados desde las notas de álbum de Look at the Fool.
Músicos
- Tim Buckley – voces, guitarra de doce cuerdas en «Bring It on Up», «Helpless» y «Who Could Deny You»
- Joe Falsia – guitarra, bajo eléctrico en «Freeway Blues»
- Mike Melvoin – piano en todas las canciones excepto «Freeway Blues» y «Ain't It Peculiar», órgano en «Tijuana Moon», «Who Could Deny You» y «Down in the Street», sintetizador Moog en «Who Could Deny You»
- Jim Fielder – bajo eléctrico en «Look at the Fool», «Bring It on Up» y «Helpless»
- Chuck Rainey – bajo eléctrico en «Look at the Fool», «Bring It on Up» y «Ain't It Peculiar»
- Earl Palmer – batería
- King Errisson – conga en «Look at the Fool», «Bring It on Up», «Helpless» y «Ain't It Peculiar»
- Mark Tieman – piano eléctrico en «Look at the Fool» y «Ain't It Peculiar»
- Jesse Ehrlich – violonchelo en «Look at the Fool» y «Bring It on Up»
- David Bluefield – clavinet en «Freeway Blues»
- Jim Hughart – bajo eléctrico en «Tijuana Moon», «Who Could Deny You», «Mexicali Voodoo», «Down in the Street» y «Wanda Lou»
- Gary Coleman – percusión en «Tijuana Moon», «Who Could Deny You», «Mexicali Voodoo» y «Down in the Street»
- Venetta Fields – coros
- Clydie King – coros
- Sherlie Matthews – coros

Personal técnico
- Joe Falsia – productor, arreglos
- Stan Agol – ingeniero de audio, mezclas
- Napoleon – ilustración
- Norman Seeff – fotografía
- Cal Schenkel – director artístico